# Rivière du Corset
Pour les articles homonymes, voir Corset (homonymie).
La rivière du Corset est un affluent de la rivière Turgeon coulant dans la municipalité d'Eeyou Istchee Baie-James, dans le Nord-du-Québec (Canada).

## Géographie
Les bassins versants voisins de la rivière du Corset sont :
- côté nord : rivière Turgeon ;
- côté est : rivière Théo, rivière Wawagosic, ruisseau Memegweci ;
- côté sud : rivière Turgeon, ruisseau Orfroy ;
- côté ouest : rivière Turgeon, rivière Patten.

Le lac de tête de la rivière du Corset (altitude : 302 m) est situé à 100 m à l'ouest de la route R1019, au sud-est de l'embouchure de la rivière et au sud-ouest de Joutel.
À partir de sa source, la rivière du Corset coule sur environ 40 km entièrement en zone forestière généralement vers le sud-est.
La rivière du Corset se déverse sur la rive droite de la rivière Turgeon, soit face à l'Île du Corset. Cette embouchure est située à l'ouest de la frontière entre l'Ontario et le Québec, au sud-ouest de l'embouchure de la rivière Turgeon à l'ouest de Joutel.

## Toponymie
Le terme « Du Corset » se réfère à un nom de famille d'origine française.